# بافل سولوفييف
الدكتور بافل ألكسندروفيتش سولوفييف (26 يونيو 1917 13 أكتوبر 1996)،
(بالروسية: Па́вел Алекса́ндрович Соловьёв)، (بالإنجليزية: Pavel Soloviev)‏, مهندس روسي، تخصص في تصميم محركات الطائرات، ولد في (Alekino) بمنطقة (Kineshemsky) من إيفانوفو أوبلاست.
وعقب إخلاء معهد رايبنسك الطيران في عام 1940، ذهب للعمل في بيرم، وأصبح في عام 1953 مالك ورئيس مكتب سولوفييف للتصميم (Soloviev Design Bureau) والذي أصبح الآن جزء من (Aviadvigatel).

## التكريم
حصل سولوفييف على العديد من الأوسمة والجوائز والتكريم واشتملت على:
- جائزة لينين (1978).
- جائزة الدولة لاتحاد الجمهوريات الاشتراكية السوفيتية (1968).
- لقب بطل العمل الاشتراكي (1966).
- وسام لينين أربع مرات.
- وسام ثورة أكتوبر.
- وسام الراية الحمراء.
- وسام النجمة الحمراء.
- وسام «للحصول على العمل الشجاعة» .
- أصبح نائب رئيس السوفيت الأعلى لاتحاد الجمهوريات الاشتراكية السوفيتية ثلاث مرات.
- سمي شارع في بيرم باسمه.
- تم بناء نصب تذكاري له في رايبنسك.

توفي في مدينة بيرم.

## وصلات خارجية
- السيرة الذاتية (باللغة الروسية)